# ストーブリーグ (テレビドラマ)
『ストーブリーグ』（朝: 스토브리그、英: Stove League）は、韓国SBSで2019年12月13日から2020年2月14日まで放送されたテレビドラマ。4年連続リーグ最下位のプロ野球チーム「ドリームズ」を舞台に、野球未経験のGMが球団の立て直しに挑む。出演は、ナムグン・ミン、パク・ウンビン、オ・ジョンセ、チョ・ビョンギュなど。
第56回百想芸術大賞で作品賞を受賞するなど、批評家から高評価を得た。また、主演のナムグン・ミンは、第28回SBS演技大賞で自身初となる大賞を受賞した。
2024年8月、SBSメディアグループ傘下のスタジオSはNTTドコモ・スタジオ&ライブと共同で本作品の日本リメイク版を製作することを発表した。

## あらすじ
韓国のプロ野球チーム・ドリームズは、過去に準優勝したこともある地域密着型の球団であるが、近年は4年連続でリーグ最下位となるなど成績が低迷していた。そんな中、責任を取って辞任したGMの後任として就任したのは、複数のスポーツチームを優勝に導くものの全て廃部に追い込まれたという異色の経歴を持つ、野球未経験のペク・スンス（ナムグン・ミン）だった。運営チーム長のイ・セヨン（パク・ウンビン）らが実力を疑問視する中、スンスは就任早々ドリームズの人気4番打者イム・ドンギュ（チョ・ハンソン）のトレードを発表し、猛反発を受けるが、監督やコーチも気づかなかった球団の弱点を指摘し、ドリームズを優勝チームにするための改革を進め、徐々に周囲の信頼を得ていく。しかし、赤字続きのチームの解散を目論んでいた親会社の常務クォン・ギョンミン（オ・ジョンセ）は、改革を進めるスンスが気に食わず、大幅な予算の削減など無理難題を押し付ける。

## 登場人物

### 主要人物
- ペク・スンス

演 - ナムグン・ミン
野球未経験ながら採用されたドリームズの新ゼネラルマネージャー。韓国相撲、アイスホッケー、ハンドボールのチームを優勝に導いたが、廃部に追い込まれる。不愛想だが、リーグ優勝への強い意思を持つ。
- イ・セヨン

演 - パク・ウンビン
ドリームズの運営チーム長で、リーグ唯一の女性運営チーム長。ドリームズへの思い入れは強く、チーム再建に向けて奮闘する。
- クォン・ギョンミン

演 - オ・ジョンセ
球団の親会社ジェソングループの常務で、会長の甥。赤字続きのドリームズの解散を目論み、運営したチームがことごとく廃部に追い込まれた経歴を持つスンスを採用するが、優勝を目指して改革を進めるスンスと対立する。
- ハン・ジェヒ

演 - チョ・ビョンギュ
運営チームのスタッフ。やる気のない財閥3世の「コネ入社」だったが、徐々にチームへの熱意を見せ、努力する。

### ドリームズ職員
- コ・ガンソン

演 - ソン・ジョンハク
球団社長。
- コ・セヒョク

演 - イ・ジュニョク
スカウトチーム長。戦力にもならない選手をドラフト会議で指名して入団させる事を条件に、選手の親から賄賂を受け取る事を長年繰り返していた。その事がスンスによって全て暴かれ、球団を解雇になる。その後は選手のエージェントに転職。ドリームズの選手の年俸交渉を狡猾に進めようとする。
一方で後輩の面倒見がよく、現役時代には後輩選手を飲みに連れては野球技術を熱心に指導したりしていたのでセヒョクを尊敬する者も多い。
- ヤン・ウォンソプ

演 - ユン・ビョンヒ
スカウトマン。スカウトマンとして確かな実力を持つが、無関係な者にもかかわらず高校の監督などへ強く抗議したりするなど迷惑な事を繰り返していた。スンスに見つかりスカウトマンをクビになり3ヶ月の減給処分になるが、同時に失脚したセヒョクの後任としてスカウトチーム長になる。
- ユ・ギョンテク

演 - キム・ドヒョン
戦力分析チーム長。
- イム・ミソン

演 - キム・スジン
マーケティングチーム長。
- ピョン・チフン

演 - パク・ジヌ
広報チーム長。
- チャン・ウソク

演 - キム・ギム
スカウトチーム次長。

### ドリームズ選手
- チャン・ジヌ

演 - ホン・ギジュン
最年長投手。
- ユ・ミンホ

演 - チェ・ジョンヒョプ
新人投手。将来有望株だが、イップスに悩まされている。
- イム・ドンギュ

演 - チョ・ハンソン
4番打者。韓国代表に選ばれる程の強打者だが、傲慢な性格でチームメイトから疎まれている。しかし、野球に対する情熱やドリームズへの愛情は本物で上達のためなら人一倍の努力も惜しまない。スンスの改革で先発投手のカン・ドゥギ獲得の為にバイキングスへトレードされる。
- ソ・ヨンジュ

演 - チャヨプ
正捕手。実力は確かだが、横暴な振る舞いが目立つ。怪我や痔に悩まされている。
- クァク・ハニョン

演 - キム・ドンウォン
内野手。

### ドリームズ監督・コーチ陣
- ユン・ソンボク

演 - イ・オル
監督。
- チェ・ヨング

演 - ソン・グァンオプ
投手コーチ。
- イ・チョルミン

演 - キム・ミンサン
ヘッドコーチ。
- ミン・テソン

演 - ソ・ホチョル
打撃コーチ。

### 野球関係者
- キム・ジョンム

演 - イ・デヨン
ライバル球団・バイキングスのGM。
- オ・サンフン

演 - ソン・ヨンギュ
ライバル球団・ペリカンズのGM。
- キム・ヨンチェ

演 - パク・ソジン
スポーツアナウンサー。
- カン・トゥギ

演 - ハ・ドグォン
バイキングスの韓国代表エース投手。以前はドリームズに所属していて、その時から確かな実力と実直な人柄でファンからは愛されており、チームメイトからも慕われていた。スンスの改革の一環で、イム・ドンギュとのトレードでドリームズへ移籍する。
- イ・チャングォン

演 - キム・ガンミン
バイキングスの投手。新人王。

### その他の人物
- ユ・ジョンイン

演 - キム・ジョンファ
スンスの元妻。
- ペク・ヨンス

演 - ユン・ソヌ
スンスの弟。下半身不随で車椅子に乗っている。
- チョン・ミスク

演 - ユン・ボギン
セヨンの母。
- クォン・イルド

演 - チョン・グクファン
ジェソングループ会長。
- チョン・フンマン

演 - イ・ギュホ
韓国相撲の元選手で、スンスの協力者。
- キル・チャンジュ／ロバート・キル

演 - イ・ヨンウ
通訳。不名誉な過去を持つ元大リーグ投手。
- キム・ギボム

演 - ムン・ウォンジュ
元ドリームズブルペン捕手。現在は妻と焼肉屋を経営している。
- クォン・イルド

演 - チョン・グクファン
ドリームズを所有している大企業ジェソングループの会長。主要産業は小売販売。町工場から大企業に育て上げた叩き上げの経営者だが、人を人と思っていないとギョンミンに言うなど性格は傲慢。消費者の顔色を伺う必要のある小売販売にうんざりしており、重工業に鞍替えすることを計画している。
- クォン・ギョンジュ

演 - ホン・イン
イルドの息子でギョンミンの従兄弟。年上のギョンミンをあからさまに見下すなど傲岸不遜でセヨンに第一印象でクズと陰口をたたかれている。兵役にはついていない。

## 制作

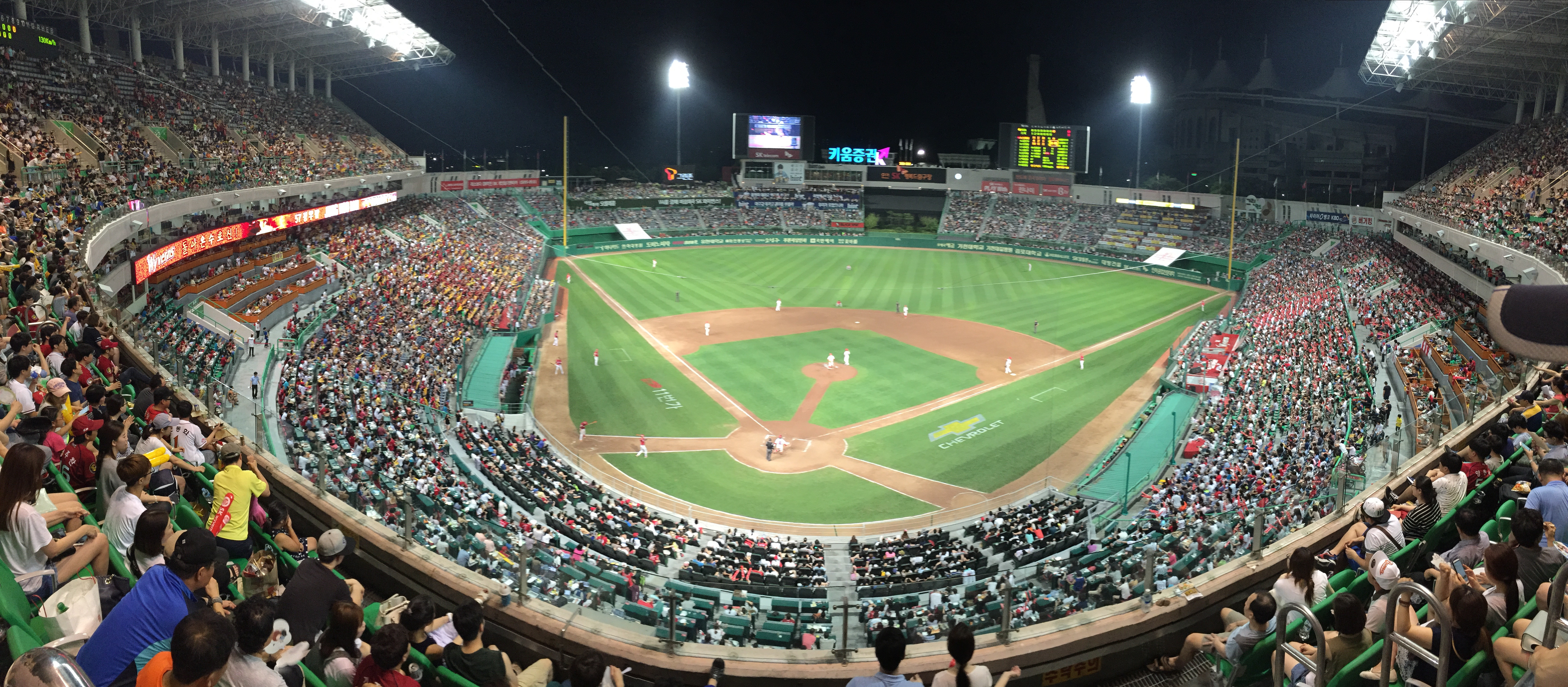
撮影が行われた文鶴野球場（韓国仁川広域市）。

本作は、2016年下半期MBCドラマ脚本コンテスト（ミニシリーズ部門）で受賞したイ・シンファの脚本を基に制作された。
ナムグン・ミンとパク・ウンビンは、2013年に放送された韓国MBCのテレビドラマ『ホジュン〜伝説の心医〜』の準主演として共演している。
2019年9月に最初の台本読み合わせが行われた。
制作には、韓国のプロ野球チーム・SKワイバーンズ(後のSSGランダース)が協力した。本拠地の文鶴野球場はロケ地として使用され、一部の宣伝ポスターにも掲載された。カリフォルニアを舞台とするシーンはハワイで撮影が行われた。
当初は1話2部構成で放送されていたが、視聴者から1部と2部の間に放送される広告が長すぎると番組ウェブサイトに不満が寄せられたため、第10話から3部構成で放送された。
ドラマの成功を受けて、2020年2月17日に出演者とスタッフが参加してサイパンへ4日間の褒賞旅行が実施された。

## オリジナルサウンドトラック

### Part 1
| #         | タイトル                 | 作詞                      | 作曲・編曲                | アーティスト              | 時間 |
| --------- | ------------------------ | ------------------------- | ------------------------- | ------------------------- | ---- |
| 1.        | 「キューサイン」(큐사인) | パク・セジュン ウ・ジフン | パク・セジュン ウ・ジフン | イ・ウォンソク（DAYBREAK) | 4:51 |
| 2.        | 「キューサイン」(Inst.)  |                           | パク・セジュン ウ・ジフン |                           | 4:51 |
| 合計時間: | 合計時間:                | 合計時間:                 | 9:42                      |                           |      |

### Part 2
| #         | タイトル        | 作詞      | 作曲・編曲 | アーティスト | 時間 |
| --------- | --------------- | --------- | ---------- | ------------ | ---- |
| 1.        | 「Mind」        | OneTop    | OneTop     | ケビン・オ   | 4:01 |
| 2.        | 「Mind」(Inst.) |           | OneTop     |              | 4:01 |
| 合計時間: | 合計時間:       | 合計時間: | 8:02       |              |      |

### Part 3
| #         | タイトル                                        | 作詞                        | 作曲・編曲                | アーティスト | 時間 |
| --------- | ----------------------------------------------- | --------------------------- | ------------------------- | ------------ | ---- |
| 1.        | 「冷たい風がかすめて行って」(찬바람이 스쳐가며) | ハン・ジュン パク・セジュン | イ・ユジン パク・セジュン | OLIVER       | 3:30 |
| 2.        | 「冷たい風がかすめて行って」(Inst.)             |                             | イ・ユジン パク・セジュン |              | 3:30 |
| 合計時間: | 合計時間:                                       | 合計時間:                   | 7:00                      |              |      |

### Part 4
| #         | タイトル                             | 作詞                        | 作曲・編曲                  | アーティスト                | 時間 |
| --------- | ------------------------------------ | --------------------------- | --------------------------- | --------------------------- | ---- |
| 1.        | 「1日が暮れ行く」(하루가 저물어간다) | チョン・ソンミン シン・ジフ | チョン・ソンミン シン・ジフ | キム・テヒョン（DICKPUNKS） | 3:46 |
| 2.        | 「1日が暮れ行く」(Inst.)             |                             | チョン・ソンミン シン・ジフ |                             | 3:46 |
| 合計時間: | 合計時間:                            | 合計時間:                   | 7:32                        |                             |      |

### Part 5
| #         | タイトル        | 作詞      | 作曲・編曲       | アーティスト    | 時間 |
| --------- | --------------- | --------- | ---------------- | --------------- | ---- |
| 1.        | 「Down」        | U.je      | ZigZag Note U.je | SAVINA & DRONES | 3:23 |
| 2.        | 「Down」(Inst.) |           | ZigZag Note U.je |                 | 3:23 |
| 合計時間: | 合計時間:       | 合計時間: | 6:46             |                 |      |

## 日本での放送
- BS日テレ（2021年4月）
- フジテレビTWO（2021年10月）
- 日テレプラス（2022年3月）
- サンテレビ（2022年4月）
- BS-TBS（2022年12月）

## 視聴率
| 話 | 部         | 放送日         | タイトル                                                             | 平均視聴率 (AGB Nielsen) | 平均視聴率 (AGB Nielsen) |
| 話 | 部         | 放送日         | タイトル                                                             | 全国                     | 首都圏                   |
| --- | ---------- | -------------- | -------------------------------------------------------------------- | ------------------------ | ------------------------ |
| 1 | 1          | 2019年12月13日 | 改革の始まり (단장 백승수입니다)                                     | 3.3% (-)                 | N/A                      |
| 1 | 2          | 2019年12月13日 | 改革の始まり (단장 백승수입니다)                                     | 5.5% (16位)              | 5.8% (13位)              |
| 2 | 1          | 2019年12月14日 | 代えがたい存在 (임동규 선수를 트레이드하겠습니다)                    | 5.5% (-)                 | N/A                      |
| 2 | 2          | 2019年12月14日 | 代えがたい存在 (임동규 선수를 트레이드하겠습니다)                    | 7.8% (11位)              | 8.3% (7位)               |
| 3 | 1          | 2019年12月20日 | 仲間への疑心 (야구는 제일 못하는데, 미래도 없는 팀)                  | 7.3% (14位)              | 8.3% (10位)              |
| 3 | 2          | 2019年12月20日 | 仲間への疑心 (야구는 제일 못하는데, 미래도 없는 팀)                  | 9.6% (6位)               | 10.3% (4位)              |
| 4 | 1          | 2019年12月21日 | 隠されていた事実 (전례 없는 프로팀 스카우트 비리가 아닐까 싶습니다)  | 8.2% (10位)              | 8.5% (9位)               |
| 4 | 2          | 2019年12月21日 | 隠されていた事実 (전례 없는 프로팀 스카우트 비리가 아닐까 싶습니다)  | 11.4% (3位)              | 11.9% (3位)              |
| 5 | 1          | 2019年12月27日 | 諦めきれない夢 (내기하실까요, 귀국길에 웃는 게 누군지?)              | 9.6% (6位)               | 10.1% (4位)              |
| 5 | 2          | 2019年12月27日 | 諦めきれない夢 (내기하실까요, 귀국길에 웃는 게 누군지?)              | 12.4% (2位)              | 12.9% (2位)              |
| 6 | 1          | 2020年1月3日   | 乗り越えるべき壁 (미국에서 뭐 문제 있는 애 데리고 왔어?)             | 11.6% (6位)              | 13.1% (4位)              |
| 6 | 2          | 2020年1月3日   | 乗り越えるべき壁 (미국에서 뭐 문제 있는 애 데리고 왔어?)             | 14.1% (2位)              | 15.4% (2位)              |
| 7 | 1          | 2020年1月4日   | それぞれの立場 (삭감 폭이 좀 큽니다)                                 | 11.3% (4位)              | 12.5% (4位)              |
| 7 | 2          | 2020年1月4日   | それぞれの立場 (삭감 폭이 좀 큽니다)                                 | 13.8% (3位)              | 15.1% (3位)              |
| 8 | 1          | 2020年1月10日  | 選手が望むこと (얼마를 받아야 되는 겁니까)                           | 12.2% (6位)              | 13.7% (4位)              |
| 8 | 2          | 2020年1月10日  | 選手が望むこと (얼마를 받아야 되는 겁니까)                           | 14.9% (2位)              | 16.3% (2位)              |
| 9 | 1          | 2020年1月11日  | 希望を持てた理由 (잠시나마 꿈을 꾸게 해줘서 감사합니다, 백승수씨)    | 11.8% (4位)              | 13.2% (4位)              |
| 9 | 2          | 2020年1月11日  | 希望を持てた理由 (잠시나마 꿈을 꾸게 해줘서 감사합니다, 백승수씨)    | 15.5% (3位)              | 17.0% (3位)              |
| 10 | 1          | 2020年1月17日  | リーダーシップ (우리가 적폐입니까?)                                  | 12.9% (5位)              | 14.1% (4位)              |
| 10 | 2          | 2020年1月17日  | リーダーシップ (우리가 적폐입니까?)                                  | 15.5% (3位)              | 16.6% (2位)              |
| 10 | 3          | 2020年1月17日  | リーダーシップ (우리가 적폐입니까?)                                  | 17.0% (2位)              | 18.4% (1位)              |
| 11 | 1          | 2020年1月18日  | 逆境から見えてくるもの (얘네들 데려오면 뭐가 달라져?)                | 10.7% (6位)              | 11.6% (5位)              |
| 11 | 2          | 2020年1月18日  | 逆境から見えてくるもの (얘네들 데려오면 뭐가 달라져?)                | 13.5% (4位)              | 14.5% (4位)              |
| 11 | 3          | 2020年1月18日  | 逆境から見えてくるもの (얘네들 데려오면 뭐가 달라져?)                | 16.5% (3位)              | 18.1% (3位)              |
| 12 | 1          | 2020年1月31日  | 勝利より大切なもの (임동규 대 강두기)                                | 12.0% (6位)              | 13.0% (4位)              |
| 12 | 2          | 2020年1月31日  | 勝利より大切なもの (임동규 대 강두기)                                | 14.4% (3位)              | 15.2% (3位)              |
| 12 | 3          | 2020年1月31日  | 勝利より大切なもの (임동규 대 강두기)                                | 15.3% (2位)              | 15.5% (2位)              |
| 13 | 1          | 2020年2月1日   | 波乱の予感 (믿지만 확인은 할 겁니다)                                 | 10.1% (6位)              | 11.2% (5位)              |
| 13 | 2          | 2020年2月1日   | 波乱の予感 (믿지만 확인은 할 겁니다)                                 | 11.9% (4位)              | 12.9% (4位)              |
| 13 | 3          | 2020年2月1日   | 波乱の予感 (믿지만 확인은 할 겁니다)                                 | 16.0% (3位)              | 17.4% (3位)              |
| 14 | 1          | 2020年2月7日   | 新たな目標 (임동규를 다시 데려와야 하는 이유)                        | 13.2% (6位)              | 14.4% (4位)              |
| 14 | 2          | 2020年2月7日   | 新たな目標 (임동규를 다시 데려와야 하는 이유)                        | 15.1% (3位)              | 15.8% (3位)              |
| 14 | 3          | 2020年2月7日   | 新たな目標 (임동규를 다시 데려와야 하는 이유)                        | 16.6% (2位)              | 17.2% (2位)              |
| 15 | 1          | 2020年2月8日   | チームを守るため (어떻게든 드림즈를 지키려고 합니다)                 | 10.6% (6位)              | 11.6% (5位)              |
| 15 | 2          | 2020年2月8日   | チームを守るため (어떻게든 드림즈를 지키려고 합니다)                 | 13.6% (4位)              | 14.6% (4位)              |
| 15 | 3          | 2020年2月8日   | チームを守るため (어떻게든 드림즈를 지키려고 합니다)                 | 16.8% (3位)              | 18.2% (3位)              |
| 16 | 1          | 2020年2月14日  | 未来あるチーム (최선은 매각입니다)                                   | 14.8% (5位)              | 15.8% (4位)              |
| 16 | 2          | 2020年2月14日  | 未来あるチーム (최선은 매각입니다)                                   | 17.2% (3位)              | 18.3% (3位)              |
| 16 | 3          | 2020年2月14日  | 未来あるチーム (최선은 매각입니다)                                   | 19.1% (2位)              | 20.8% (1位)              |
| 平均 | 平均       | 平均           | 平均                                                                 | 12.5%                    | —                        |
| スペシャル | スペシャル | 2019年12月7日  | ストーブリーグ スカウトレポート（原題） (스토브리그 스카우트 리포트) | 2.6% (-)                 | N/A                      |
| スペシャル | スペシャル | 2020年2月15日  | ストーブリーグ ファイナルレポート（原題） (스토브리그 파이널 리포트) | 3.9% (-)                 | N/A                      |
| スペシャル | スペシャル | 2020年2月15日  | ストーブリーグ ファイナルレポート（原題） (스토브리그 파이널 리포트) | 5.8% (-)                 | N/A                      |
| - 上の表において、青字は最低視聴率、赤字は最高視聴率を示す。 - -は、同日放送の番組中、視聴率が20位以内に入らなかったことを示す。 - N/Aは、視聴率が不明であることを示す。 |            |                |                                                                      |                          |                          |

## 受賞歴
| 年     | 賞                                   | 部門                                                       | 受賞者・作品       | 結果       | 参照          |
| ------ | ------------------------------------ | ---------------------------------------------------------- | ------------------ | ---------- | ------------- |
| 2020年 | 第241回月間PD賞                      | 月間PD賞                                                   | チョン・ドンユン   | 受賞       | [ 20 ]        |
| 2020年 | 第241回月間PD賞                      | 月間PD賞                                                   | イ・シンファ       | 受賞       | [ 20 ]        |
| 2020年 | 第56回百想芸術大賞                   | 作品賞（テレビ番組部門・ドラマ）                           | 『ストーブリーグ』 | 受賞       | [ 21 ] [ 3 ]  |
| 2020年 | 第56回百想芸術大賞                   | 監督賞（テレビ番組部門）                                   | チョン・ドンユン   | ノミネート | [ 21 ] [ 3 ]  |
| 2020年 | 第56回百想芸術大賞                   | 最優秀演技賞（テレビ番組部門）                             | ナムグン・ミン     | ノミネート | [ 21 ] [ 3 ]  |
| 2020年 | 第56回百想芸術大賞                   | 脚本賞（テレビ番組部門）                                   | イ・シンファ       | ノミネート | [ 21 ] [ 3 ]  |
| 2020年 | 第47回韓国放送大賞                   | 作品賞（ドラマ部門）                                       | 『ストーブリーグ』 | ノミネート | [ 22 ] [ 23 ] |
| 2020年 | 第47回韓国放送大賞                   | 美術賞                                                     | イ・ヨンタク       | 受賞       | [ 22 ] [ 23 ] |
| 2020年 | 第15回ソウル国際ドラマアワード       | ドラマ作品賞                                               | 『ストーブリーグ』 | ノミネート | [ 24 ] [ 25 ] |
| 2020年 | 第15回ソウル国際ドラマアワード       | 韓流ドラマ優秀作品賞                                       | 『ストーブリーグ』 | 受賞       | [ 24 ] [ 25 ] |
| 2020年 | 第15回ソウル国際ドラマアワード       | 監督賞                                                     | チョン・ドンユン   | ノミネート | [ 24 ] [ 25 ] |
| 2020年 | 第33回グリメ賞                       | 作品賞（ドラマ部門）                                       | 『ストーブリーグ』 | 受賞       | [ 26 ] [ 27 ] |
| 2020年 | 第33回グリメ賞                       | 最優秀演技賞                                               | ナムグン・ミン     | 受賞       | [ 26 ] [ 27 ] |
| 2020年 | 第33回グリメ賞                       | 最優秀演技賞                                               | パク・ウンビン     | 受賞       | [ 26 ] [ 27 ] |
| 2020年 | 第33回グリメ賞                       | 最優秀照明賞                                               | チェ・ジョングン   | 受賞       | [ 26 ] [ 27 ] |
| 2020年 | 2020年SBS演技大賞                    | 大賞                                                       | ナムグン・ミン     | 受賞       | [ 28 ]        |
| 2020年 | 2020年SBS演技大賞                    | 最優秀演技賞（ミニシリーズジャンル・アクションドラマ部門） | ナムグン・ミン     | ノミネート | [ 28 ]        |
| 2020年 | 2020年SBS演技大賞                    | 優秀演技賞（ミニシリーズジャンル・アクションドラマ部門）   | オ・ジョンセ       | ノミネート | [ 28 ]        |
| 2020年 | 2020年SBS演技大賞                    | 優秀演技賞（ミニシリーズジャンル・アクションドラマ部門）   | パク・ウンビン     | ノミネート | [ 28 ]        |
| 2020年 | 2020年SBS演技大賞                    | ベストキャラクター賞                                       | オ・ジョンセ       | 受賞       | [ 28 ]        |
| 2020年 | 2020年SBS演技大賞                    | 助演賞                                                     | チョ・ハンソン     | ノミネート | [ 28 ]        |
| 2020年 | 2020年SBS演技大賞                    | 助演チーム賞                                               | 『ストーブリーグ』 | 受賞       | [ 28 ]        |
| 2020年 | 2020年SBS演技大賞                    | 新人演技賞                                                 | チョ・ビョンギュ   | 受賞       | [ 28 ]        |
| 2020年 | 2020年SBS演技大賞                    | 新人演技賞                                                 | ハ・ドグォン       | ノミネート | [ 28 ]        |
| 2021   | 第25回アジア・テレビジョン・アワード | 最優秀ドラマ番組賞                                         | 『ストーブリーグ』 | ノミネート | [ 29 ]        |
| 2021   | 第7回APAN Star Awards                | 最優秀演技賞（中編ドラマ部門）                             | ナムグン・ミン     | ノミネート | [ 30 ] [ 31 ] |
| 2021   | 第7回APAN Star Awards                | 優秀演技賞（中編ドラマ部門）                               | パク・ウンビン     | ノミネート | [ 30 ] [ 31 ] |
| 2021   | 第7回APAN Star Awards                | 助演男優賞                                                 | オ・ジョンセ       | 受賞       | [ 30 ] [ 31 ] |
| 2021   | 第7回APAN Star Awards                | 脚本賞                                                     | イ・シンファ       | 受賞       | [ 30 ] [ 31 ] |
| 2021   | SBS表彰                              | 視聴者満足度目標                                           | 『ストーブリーグ』 | 受賞       | [ 32 ]        |
| 2021   | 第33回韓国PD大賞                     | 作品賞（ドラマ部門）                                       | 『ストーブリーグ』 | 受賞       | [ 33 ]        |
| 2021   | 第33回韓国PD大賞                     | 出演者賞（タレント部門）                                   | ナムグン・ミン     | 受賞       | [ 33 ]        |
| 2021   | ヒューストン国際映画祭               | プラチナレミ賞（ドラマ部門）                               | 『ストーブリーグ』 | 受賞       | [ 34 ]        |